# Ramsés Benítez
Jesús Ramsés Benítez (10 settembre 1979) è un ex cestista messicano.

## Carriera
Con il Messico ha disputato tre edizioni dei Campionati americani (2001, 2003, 2005).